# Kim Young-sik
Kim Young-sik - em coreano, 김용식 (Sinchon, 25 de julho de 1910 — Seul, 8 de março de 1985) foi um futebolista e treinador de futebol coreano que defendeu as seleções japonesa e sul-coreana.[carece de fontes?]

## Carreira
No mês seguinte a seu nascimento, o Império Coreano foi invadido e anexado ao Japão. Ele teve seu nome niponizado para Kin Yoshoku (金容植, em japonês) e estreou pela seleção japonesa em 1936, participando das duas partidas do Japão nas Olimpíadas daquele ano, na vitória por 3-2 sobre a Suécia e na derrota de 8-0 para a Itália, que terminaria com a medalha de ouro.[carece de fontes?]
A ocupação se encerrou com o fim da Segunda Guerra Mundial. Kim voltou às Olimpíadas na edição de 1948, dessa vez pela seleção da Coreia, já separada entre um comitê popular provisório no norte e um governo militar dos Estados Unidos no sul. A divisão da Coreia seria efetivada pouco depois - com a criação da Coreia do Sul no fim de agosto e da Coreia do Norte em setembro. Nas Olimpíadas, realizadas entre em julho e o início de agosto, Kim voltou a estar nas duas partidas da sua seleção: 5-3 sobre o México e derrota de 12-0, novamente para a seleção que ficaria com o ouro, dessa vez a Suécia.[carece de fontes?]
Kim passou a treinar a seleção sul-coreana e nela esteve na Copa do Mundo de 1954, a primeira dos coreanos. A classificação veio em vitória nas eliminatórias sobre o próprio Japão, derrotado por 5-1 e depois empatado em 2-2, a despeito das duas partidas se realizarem em Tóquio, já no mês de março de 1954; o ditador Syngman Rhee negara vistos de entrada aos japoneses, em retaliação pela ocupação nipônica na península coreana até 1945, o que levara a federação local a aceitar realizar as duas partidas na casa adversária.
Os jogadores de Kim superaram isso e o fato de até o ano anterior o país estar em combate na Guerra da Coreia. Não houve outro oponente: China e Taiwan não participaram por não se reconhecerem mutuamente e Índia, Vietnã e Irã não foram aceitos por perderem o prazo de inscrição. A viagem à Suíça começou seis dias antes da estreia, com a delegação tomando um trem de Busan até Seul, de onde rumou de barco ao Japão. Lá, uma parte conseguiu embarcar em voo regular da Air France e o restante veio de carona em outro avião, chegando na véspera da estreia. Kim ordenou exercícios no hotel e sono até a hora de entrar em campo.
Na competição, a Coreia do Sul jogou duas vezes, sem marcar gols e levando dezesseis. Primeiramente, no 9-0 na estreia contra a Hungria, que temia um confronto potencialmente perigoso, imaginando jogo violento; os sul-coreanos, porém, foram reconhecidos por praticarem um jogo leal, havendo apenas cinco faltas marcadas, declarando-se privilegiados por poderem enfrentar os "mágicos magiares". Depois, no no 7-0 para a Turquia, para o qual Kim havia realizado oito alterações, permitindo que a maioria dos jogadores que haviam vivenciado a longa viagem pudessem jogar o torneio.